# Пичору Лупулуј (Јаши)
Пичору Лупулуј (рум. Picioru Lupului) насеље је у Румунији у округу Јаши у општини Чуреа. Oпштина се налази на надморској висини од 164 m.

## Становништво
Према подацима из 2002. године у насељу је живело 591 становника, од којих су сви румунске националности.